# Pieczenie

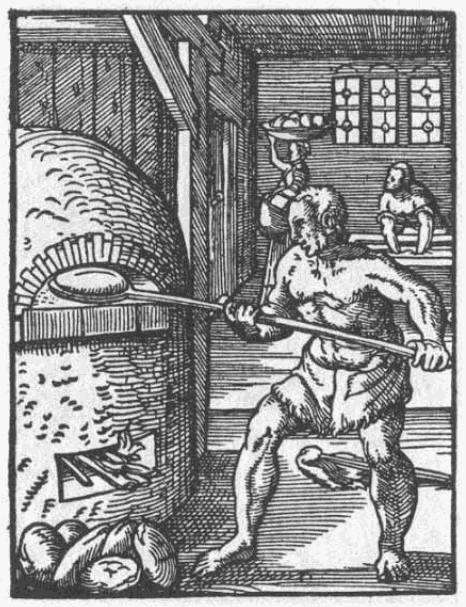
Pieczenie chleba

Pieczenie – proces obróbki termicznej polegający na ogrzewaniu potrawy w piecu lub piekarniku w środowisku nagrzanego powietrza. Temperatura pieczenia zawiera się w granicach od 160 do 250 °C. W zależności od typu potrawy pieczenie trwać może od kilkunastu minut, aż do 3-4 godzin. 
Wysoka temperatura tego procesu sprawia, że w potrawie zachodzą zmiany, między innymi:
- Białka oraz zawarta w potrawie skrobia stają się łatwiej przyswajalne dla człowieka.
- Następuje ubytek wody.
- W zewnętrznej części potrawy, czyli tej, która jest pod bezpośrednim działaniem wysokiej temperatury, powstają związki Maillarda, będące wynikiem łączenia się tłuszczów (lub produktów ich rozkładu) z cukrami i białkami. Związki Maillarda nadają potrawie specyficzny aromat i wygląd, nie są jednak trawione w organizmie ludzkim i spożywane w nadmiernych ilościach mogą przyczyniać się do powstawania wielu chorób, w tym nowotworów.

Jak każdy proces obróbki termicznej, w zależności od przebiegu, wywołuje określone efekty. Gdy pieczenie potrawy rozpoczyna się od niskiej temperatury, po czym następuje jej podwyższanie - ciepło jest rozprowadzane powoli i równomiernie. Następuje duży ubytek wody – wysuszanie. Pieczeniu najczęściej poddaje się:
- ciasta
- mięsa w postaci zwartej (np. kurczak) lub rozdrobnionej (np. klops, pasztet)